# Дом Розенштейна (Большой проспект Петроградской стороны, 77)
Дом Розенштейна — памятник архитектуры. Расположен в Санкт-Петербурге, современный адрес дома — Большой проспект Петроградской стороны, 77.
А. Е. Белогруд построил дом в 1913—1914 годах для К. И. Розенштейна. В основе концепции здания лежит палладианский стиль, образцом для архитектора послужило здание Палаццо дель Капитаниато в Виченце, однако ему пришлось лишь отчасти использовать принципы Палладио, ограничения накладывали заданные условия — достаточно узкий при значительной высоте (семь этажей) фасад. В творческом наследии Белогруда этот дом остался единственным примером разработки палладианских мотивов.
На уровне 3—5 этажей — коринфские колонны, на одном уровне с капителями — скульптурные барельефы. В. В. Степанов в своей работе «А. Е. Белогруд» (1939) выделил это решение как «привлекательное» по замыслу, но неудачно реализованное. Два нижних этажа облицованы гранитом, образуя как бы цоколь колоннады. Окна шестого этажа — в архитраве, мансардный (седьмой) этаж замаскирован аркадой, её пилоны представляют собой пьедесталы для статуй работы скульптора В. Ф. Разумовского.
Сам К. И. Розенштейн также жил в этом доме.
Парадная лестница овальная в плане. В некоторых окнах сохранились оригинальные витражи — на седьмом ярусе лестницы, возможно, в одной из квартир. Это имитация свинцово-паечного витража, витраж на январь 2020 года сохранялся в боковых секциях и представлял геометрический узор из перекрещенных чёрных линий с вертикальными голубыми шестиугольниками на средокрестиях; на 1992 год этот рисунок ещё был также и в центральной части.

## Галерея

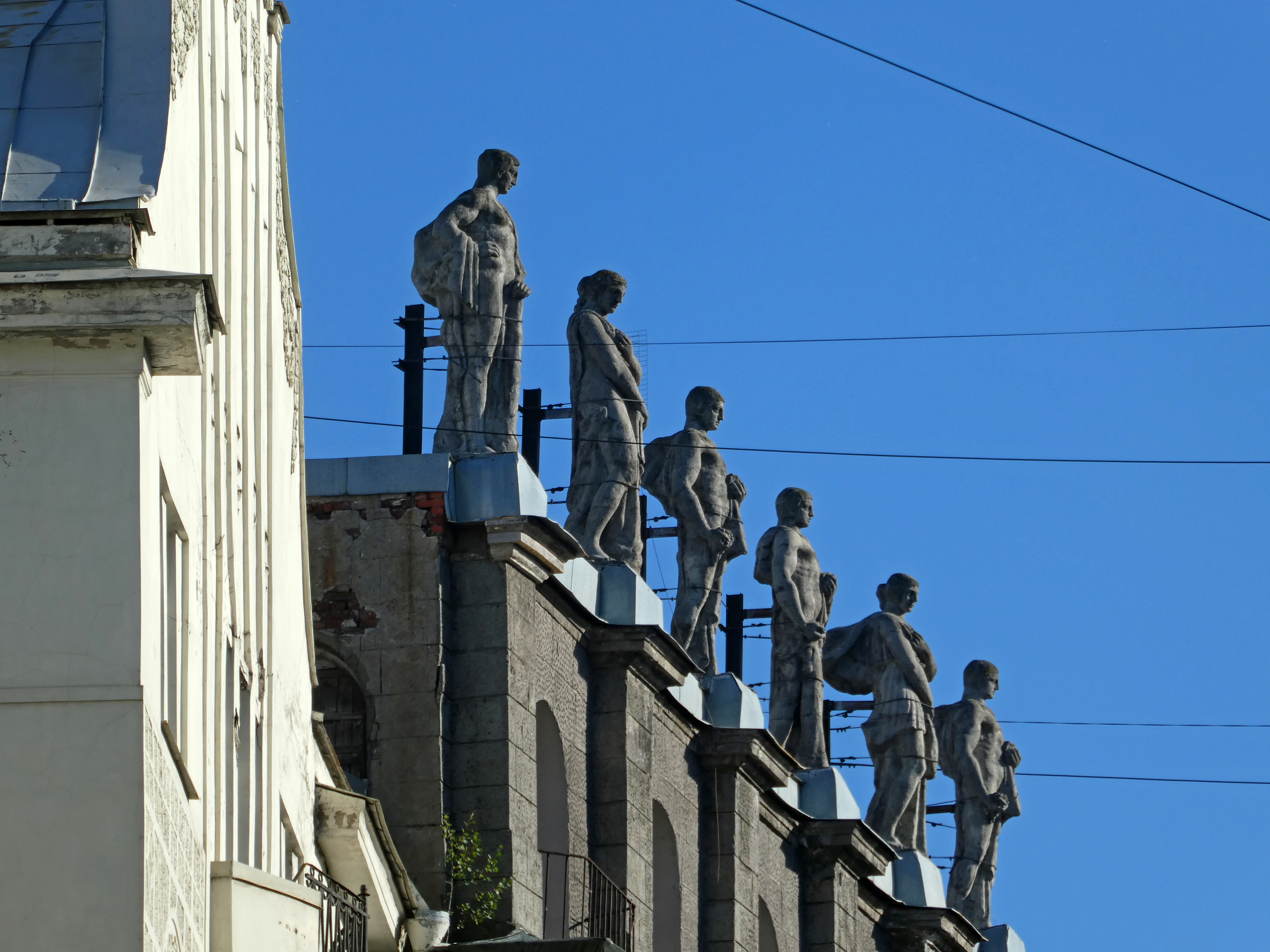
Статуи на аркаде
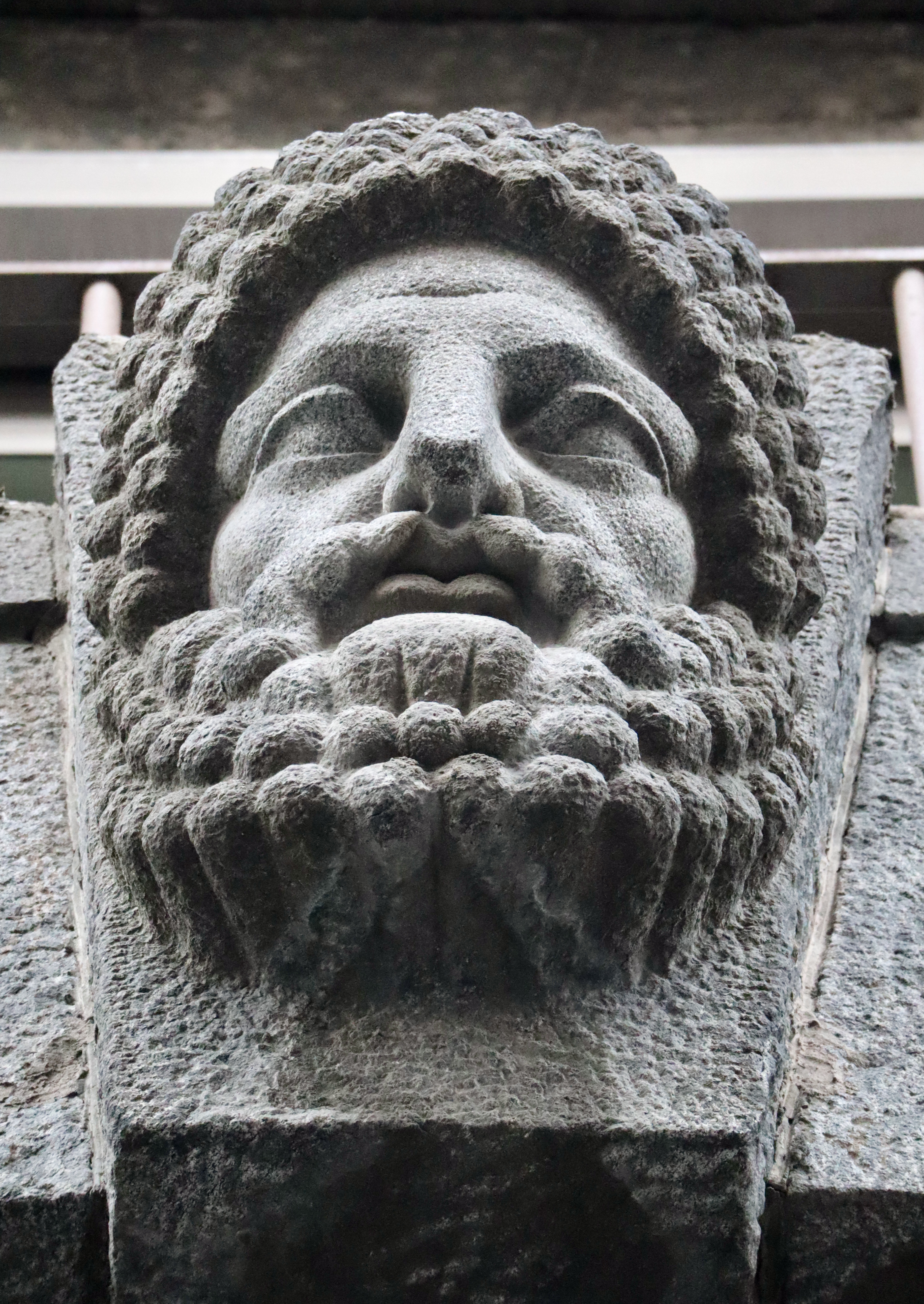
Маскарон
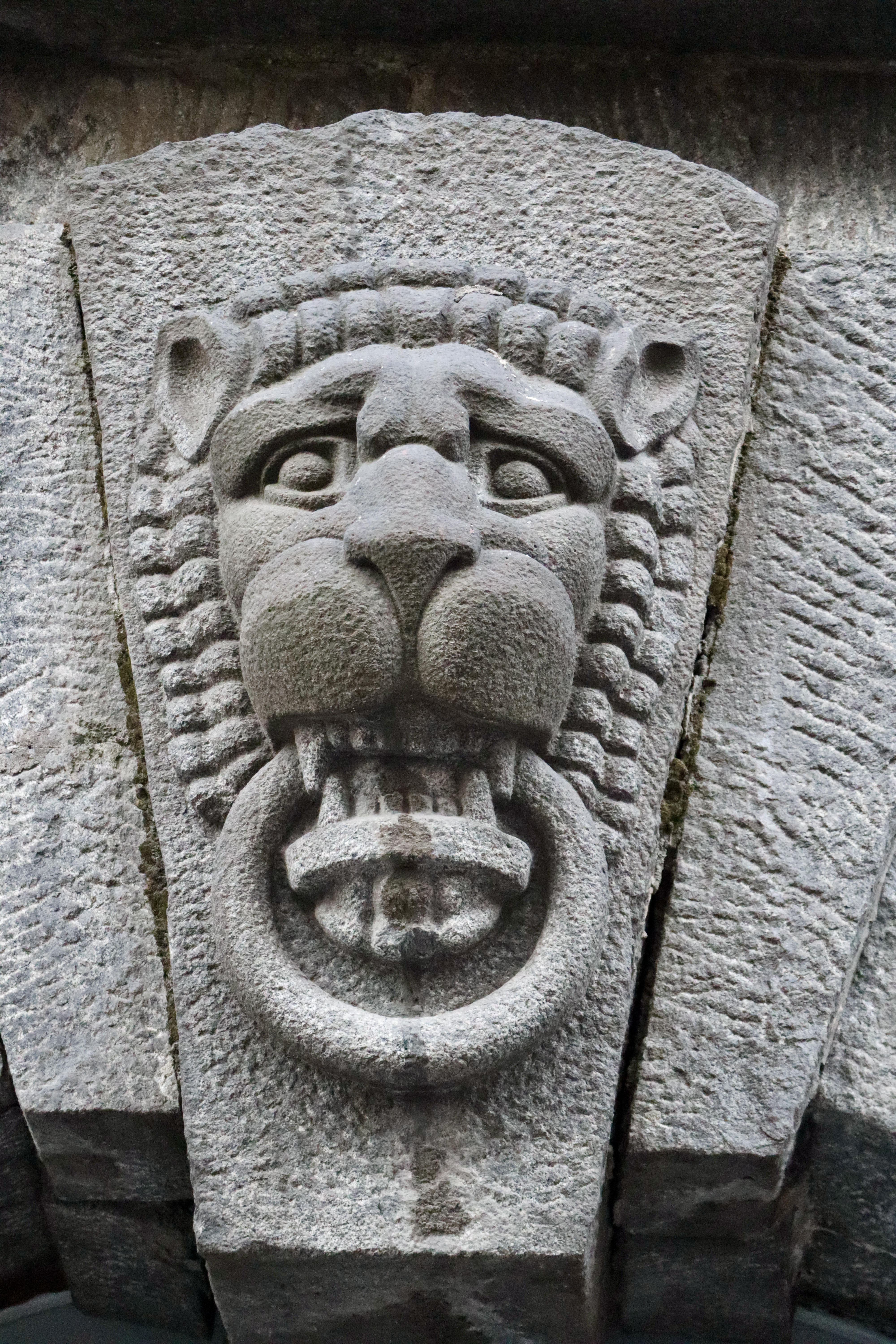
Маскарон
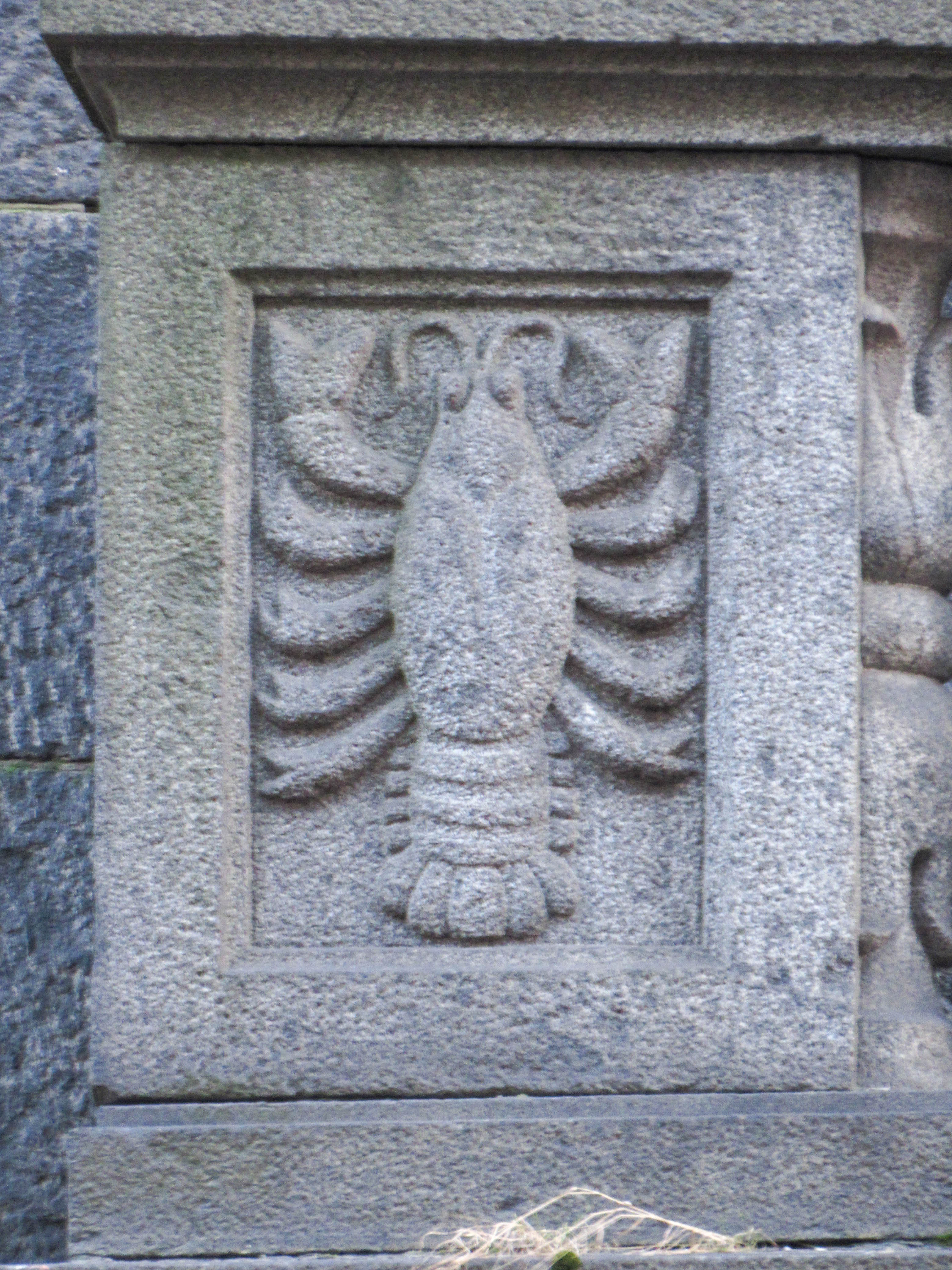
Барельеф с раком
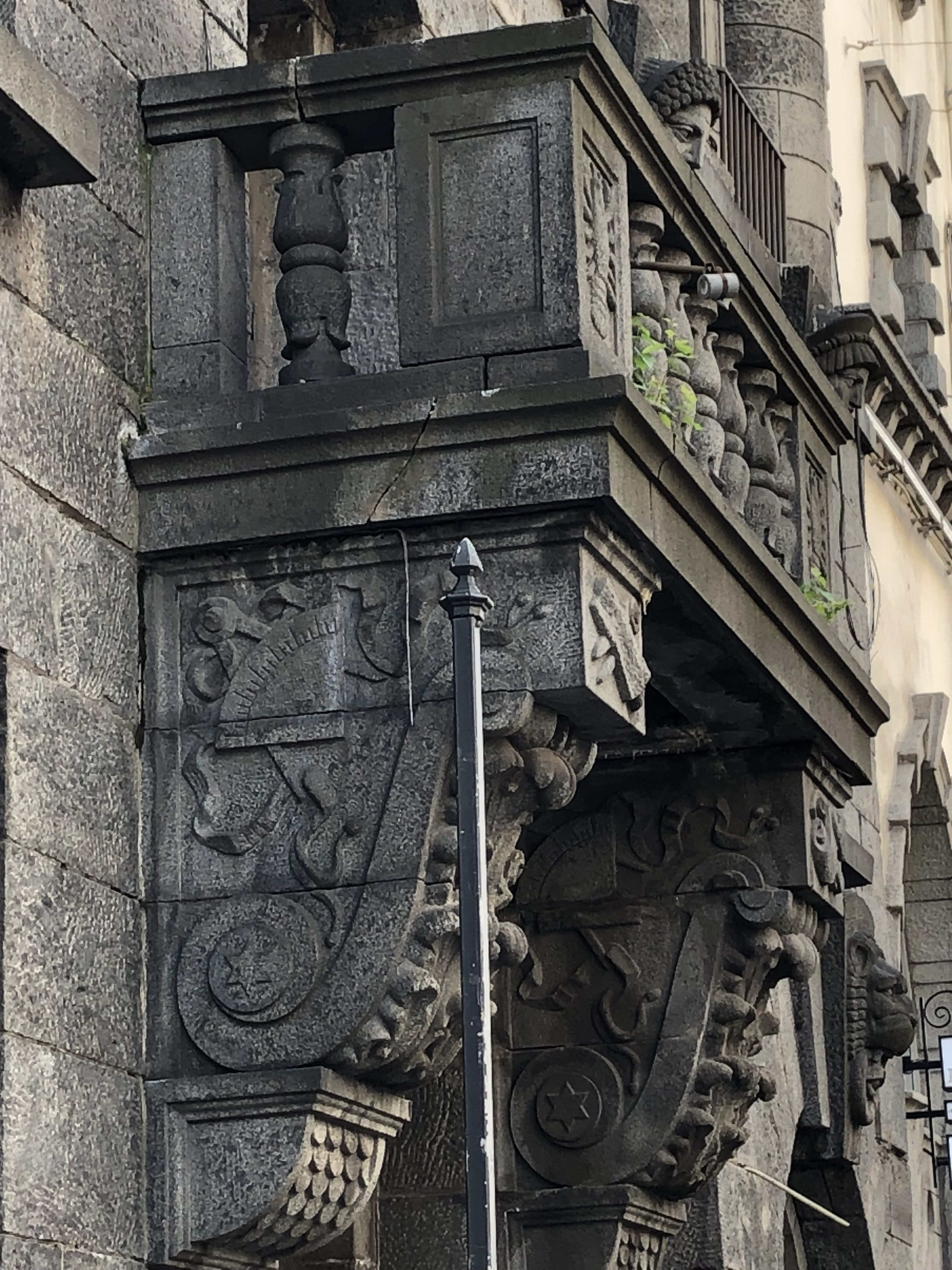
Резьба балкона